# Hymenopenaeus doris
Hymenopenaeus doris är en kräftdjursart som först beskrevs av Faxon 1893.  Hymenopenaeus doris ingår i släktet Hymenopenaeus och familjen Solenoceridae. Inga underarter finns listade i Catalogue of Life.